# Michele Mincuzzi
Michele Mincuzzi (* 18. Juni 1913 in Bari, Italien; † 3. Juni 1997 ebenda) war Erzbischof von Lecce.

## Leben
Michele Mincuzzi empfing am 25. Juli 1936 die Priesterweihe für das Erzbistum Bari.
Papst Paul VI. ernannte ihn am 19. Juli 1966 zum Titularbischof von Sinnipsa und bestellte ihn zum Weihbischof im Erzbistum Bari. Die Bischofsweihe spendete ihm am 2. Oktober desselben Jahres Enrico Nicodemo, Erzbischof von Bari; Mitkonsekratoren waren Renato Luisi, Bischof von Nicastro, und Jolando Nuzzi, Bischof von Campagna. Am 12. Oktober 1974 ernannte ihn Paul VI. zum Bischof von Ugento-Santa Maria di Leuca, ehe am 27. Januar 1981 die Ernennung zum Erzbischof von Lecce durch Johannes Paul II. erfolgte. Während der Entführung des früheren italienischen Ministerpräsidenten Aldo Moro im April 1978, der mit Mincuzzi und dessen Familie befreundet war, appellierten er und andere italienische Bischöfe an die Roten Brigaden, um eine gewaltfreie Lösung des Konfliktes zu erreichen.
Am 7. Dezember 1988 nahm Johannes Paul II. Mincuzzis altersbedingtes Rücktrittsgesuch an. Er zog sich in seine Heimatstadt Bari zurück, wo er zwei Wochen vor seinem 84. Geburtstag starb. Im Oktober 1998 wurde sein Leichnam in die Kathedrale von Lecce überführt.